# Heiliglevens in het Middelnederlands

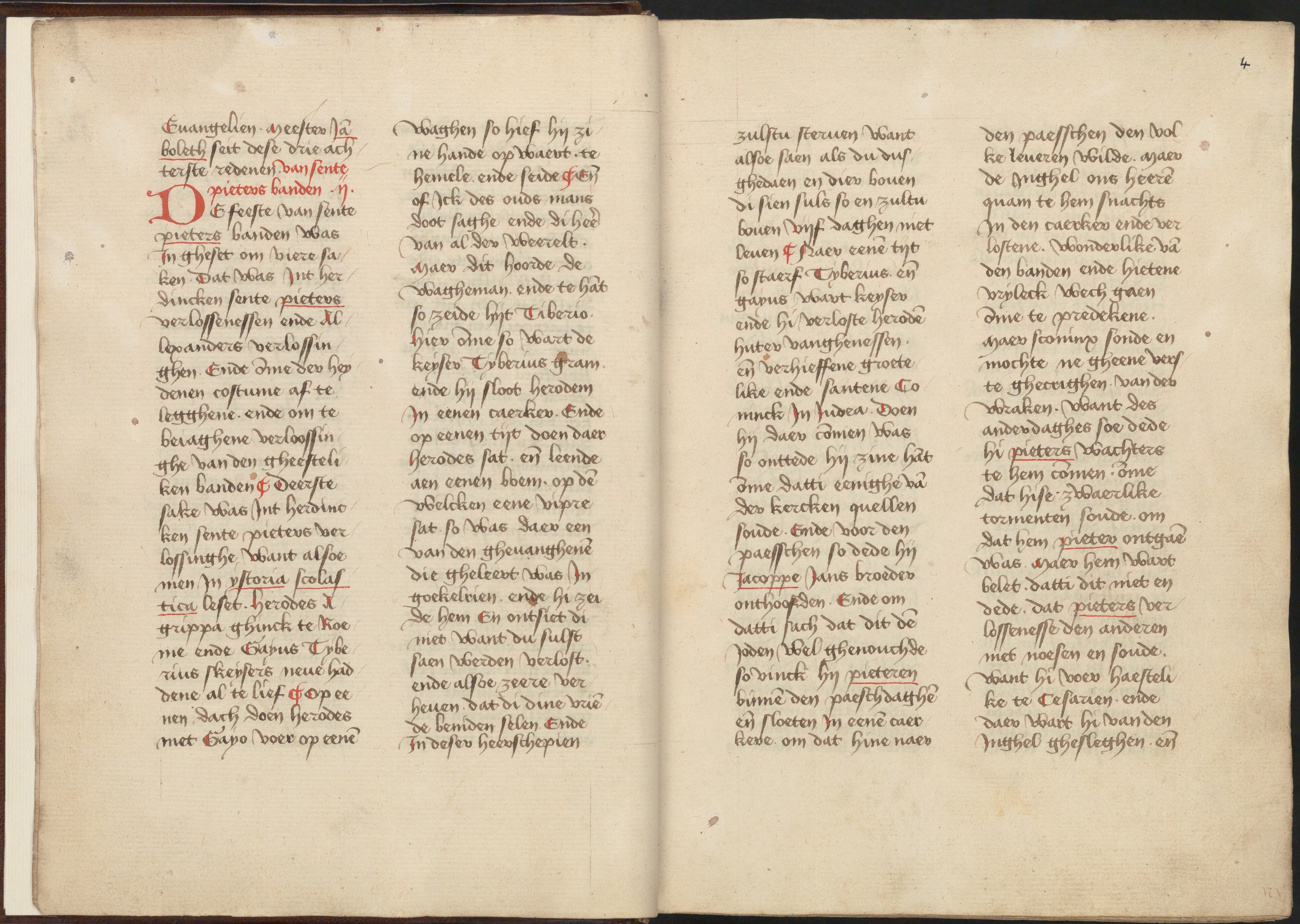
Fragment uit handschrift 529. Vervaardigd in de tweede helft van de vijftiende eeuw.

Heiliglevens in het Middelnederlands is een manuscript dat bewaard wordt in de Universiteitsbibliotheek Gent als "handschrift 529". Het handschrift werd vervaardigd in Gent, vermoedelijk in de Sint-Baafsabdij, in de tweede helft van de vijftiende eeuw. 

## Auteurs
Het manuscript werd deels gekopieerd door Olivier De Langhe, prior van de Sint-Baafsabdij te Gent. Het handschrift is een verzameling van tientallen heiliglevens, ofwel hagiografieën, van vele onbekende of niet genoemde auteurs. Het eerste deel van het manuscript is echter wel bekend onder literatuurhistorici. Het is de Middelnederlandse vertaling van het zomerstuk van de Legenda Aurea van Jacobus de Voragine (1229-1298). 

## Inhoud
Het manuscript bevat de volgende onderdelen: 
- Inhoudstafel
- Van de Zeven Makkabeeën
- Legenda Aurea, Zomerstuk
- Heiligleven van Sint-Baven
- Heiligleven van Sint-Lievine
- Heiligleven van Sint-Macharis
- Heiligleven van Sint-Landraden
- Heiligleven van Sint-Pharaelden
- Heiligleven van Sint-Pieters
- Heiligleven van Sint-Ethenene de paus
- Heiligleven van Sint-Dominicus
- Heiligleven van Sint-Donatus
- Heiligleven van Sint-Cyriacus
- Heiligleven van Sint-Laubbereynse
- Heiligleven van Sint-Hypolitus
- Heiligleven van Onze braubben opnaert
- Heiligleven van Sint-Bernardus
- Heiligleven van Sint-Thimotheus
- Heiligleven van Sint-Symphoriane
- Heiligleven van Sint-Bartholomeus
- Heiligleven van Sint-Augustine
- Heiligleven van Sint-Jans de Onthoofde
- Heiligleven van Sint-Felix
- Heiligleven van Sint- Saumiaen en Sauma
- Heiligleven van Sint-Syotus
- Heiligleven van Sint-Lupus
- Heiligleven van Sint-Mamertine
- Heiligleven van Sint-Gillise
- Van Sente braubben gheboorten
- Heiligleven van Sint-Adriaan
- Heiligleven van Sint-Gorgonijs en Dorotheus
- Heiligleven van Sint-Prothus en Laanctus
- Heiligleven van Sint-Jan Guldemont
- Heiligleven van Sint-Cornelis
- Heiligleven van Sint-Eufemien
- Heiligleven van Sint-Lambrechts
- Heiligleven van Sint-Mattheüs de Apostel
- Heiligleven van Sint-Mauricius
- Heiligleven van Sint-Justina
- Heiligleven van Sint-Cosmas en Damiane
- Heiligleven van Sint-Forseus
- Heiligleven van Sint-Michiels
- Heiligleven van Sint-Jerominus
- Heiligleven van Sint-Remigius
- Heiligleven van Sint-Leodegarius
- Heiligleven van Sint-Fransoyse
- Heiligleven van Sint-Pelagien
- Heiligleven van Sint-Mergriete
- Heiligleven van Sint-Dyonise
- Heiligleven van Sint-Calistus
- Heiligleven van Sint-Leonaert
- Heiligleven van Sint-Lucas
- Heiligleven van Sint-Crisante
- Van de 11 Maagden
- Heiligleven van Sint-Simon en Judas
- Heiligleven van Sint-Quintine
- Van alle Heilige Dagen
- Van alle Zielen Dagen
- Heiligleven van Sint-Eustachius
- Van de vier gekroonde
- Heiligleven van Sint-Theodorus
- Heiligleven van Sint-Martin
- Heiligleven van Sint-Bripis
- Heiligleven van Sint-Elysabeth
- Heiligleven van Sint-Cecilien
- Heiligleven van Sint-Clemente
- Heiligleven van Sint-Crisogonus
- Heiligleven van Sint-Katheline
- Heiligleven van Sint-Saturnine
- Heiligleven van Sint-Jacoppe de Martelares
- Heiligleven van Sint-Barlaams
- Van de aanbiddingen van de kerk
- Heiligleven van Sint-Allegis
- Heiligleven van Sint-Pastor, de Abt
- Heiligleven van Sint-Janne, de Abt
- Heiligleven van Sint-Moyses, de Abt
- Heiligleven van Sint-Arsenius, de Abt
- Heiligleven van Sint-Agathon, de Abt